# The Change-Up
The Change-Up (prt: Cuidado com o Que Desejas; bra: Eu Queria Ter a Sua Vida) é um filme estadunidense de 2011 de gênero Comédia produzido e dirigido por David Dobkin, escrito por Jon Lucas e por Scott Moore. É estrelado por Ryan Reynolds e  Jason Bateman.
Foi lançado em 5 de agosto de 2011 na América do Norte pela Universal Pictures.

## Elenco
- Jason Bateman - David Lockwood
- Ryan Reynolds - Mitch Planko
- Leslie Mann - Jamie Lockwood
- Olivia Wilde - Sabrina McArdle
- Gregory Itzin - Flemming Steel
- Alan Arkin - Pai de Mitch
- Craig Bierko - Valtan
- Sydney Rouviere - Carah
- Lauren Bain & Luke Bain - os gêmeos
- Taaffe O'Connell - Mona

## Recepção
O público pesquisado pelo CinemaScore deu ao filme uma nota média de "B" em uma escala de A+ a F.
No consenso do agregador de críticas Rotten Tomatoes diz: "Há uma certa diversão em assistir Bateman e Reynolds atuar em oposição, mas não é suficiente para levar The Change-Up através de seu humor bruto e enredo estereotipado". Na pontuação onde a equipe do site categoriza as opiniões da grande mídia e da mídia independente apenas como positivas ou negativas, o filme tem um índice de aprovação de 25% calculado com base em 157 comentários dos críticos. Por comparação, com as mesmas opiniões sendo calculadas usando uma média aritmética ponderada, a nota alcançada é 4,7/10.
Em outro agregador, o Metacritic, que calcula as notas das opiniões usando somente uma média aritmética ponderada de determinados veículos de comunicação em maior parte da grande mídia, tem uma pontuação de 39/100, alcançada com base em 35 avaliações da imprensa anexadas no site, com a indicação de "revisões geralmente desfavoráveis".